# لابی‌گری در ایالات متحده آمریکا

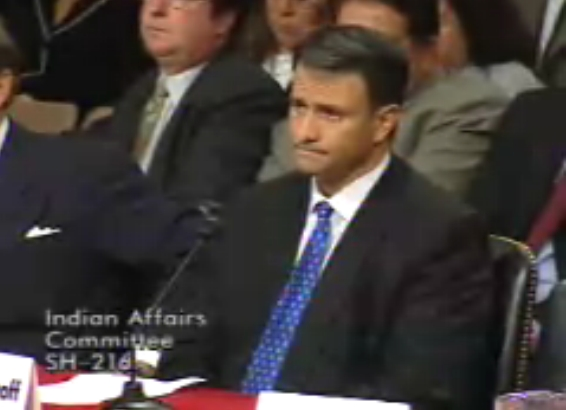
جک آبراموف، یکی از لابی‌گرهای مشهور در سال‌های اخیر

لابی‌گری در ایالات متحدهٔ آمریکا (به انگلیسی: Lobbying in the United States) یکی از عوامل پرقدرت نفوذ در سیاست‌های دولت آمریکا است.
آمریکای اوایل قرن نوزدهم در اوج کثرت‌گرایی و پلورالیسم سیاسی قرار داشت و به همین دلیل هر نگرش و مشرب سیاسی-اجتماعی می‌توانست در یک گروه، انجمن و تجمعی تجلی یابد. در حقیقت بدون شناخت ماهیت و عملکرد این گروه‌ها، درک صحیح از رفتارهای سیاسی در ایالات متحدهٔ آمریکا تقریباً ناممکن می‌شود.

## لابی‌ها و گروه‌های ذی‌نفوذ در ایالات متحده
تعیین تعداد دقیق گروه‌های فشار و ذی‌نفوذ در ایالات متحدهٔ آمریکا بسیار دشوار است. همچنین شناسایی تمامی گروه‌های فشار و ذی‌نفوذ در ایالات متحده تقریباً غیرممکن است.

## تقسیم‌بندی لابی‌ها و گره‌های ذی‌نفوذ
می‌توان گروه‌های ذی‌نفوذ را در چند دسته تقسیم‌بندی کرد. از لحاظ موضوعیت، گروه‌های ذی‌نفوذ به دو دستهٔ عمده تقسیم می‌شوند.
1. گروه‌های ذی‌نفوذ اقتصادی در ایالات متحدهٔ آمریکا
2. گروه‌های ذی‌نفوذ اجتماعی در ایالات متحدهٔ آمریکا

البته فعالیت بسیاری از گروه‌های ذی‌نفوذ تنها به یک موضوع خاص محدود نمی‌شود و ابعاد مختلفی را در بر می‌گیرد. به عنوان مثال، یک گروه افزون بر مسائل اقتصادی موضوعات محیط‌زیستی را نیز پیگیری می‌کند یا اینکه هم‌زمان خواهان برابری اقتصادی نیز است. گروه‌های ذی‌نفوذ اقتصادی خود به چند دستهٔ کوچک‌تر تقسیم می‌شوند، اما همگی آنان منافع خاص اقتصادی نظیر افزایش حقوق، بهبود شرایط کار، ارتقاء سطح اشتغال و توسعهٔ خدمات اقتصادی را دنبال می‌کنند. در این بخش، حتی کارخانجات، شرکت‌ها و مؤسسات اقتصادی نیز به مثابهٔ گروه‌های فشار عمل می‌نمایند و با پرداخت پول‌های کلان به سیاست‌مداران یا رسانه‌های گروهی، منافع اقتصادی خود را دنبال می‌کنند.